# Sven Schwarz (Schwimmer)
Sven Schwarz (* 31. Januar 2002) ist ein deutscher Schwimmer.

## Werdegang
Sven Schwarz trainiert bei Wassersportfreunde von 1898 Hannover. Bei den Kurzbahneuropameisterschaften 2021 im russischen Kasan gewann er jeweils die Bronzemedaille über 1500 Meter Freistil und über 800 Meter Freistil. Bei den Europameisterschaften 2022 in Rom belegte er über 800 Meter Freistil den fünften Platz.
Anfang Mai 2025 stellte Schwarz bei den Deutschen Meisterschaften in Berlin mit 7:38,12 Minuten einen neuen Europarekord über 800 m Freistil auf. Bei den Schwimmweltmeisterschaften 2025 in Singapur gewann er die Silbermedaillen über 800 m und 1500 m Freistil.

## Auszeichnungen
- 2022: Niedersachsens Sportler des Jahres